# Seebek (Schlei)
Die Seebek (dän. Søbæk) ist ein Bach in Schleswig-Holstein. Er verläuft in Maasholm und mündet in die Schlei.
Sie wird vom Wasser- und Bodenverband Oehe-Maasholm verwaltet.
Sie verläuft vom nördlich-mittigen Maasholm Richtung südlich-mittiges Maasholm, wo sie am Rand der Seevogelschutzstation Oehe-Schleimünde in die Schlei mündet.